# (2785) Sedov
(2785) Sedov est un astéroïde de la ceinture principale.

## Description
(2785) Sedov est un astéroïde de la ceinture principale. Il fut découvert le 31 août 1978 à Naoutchnyï par Nikolaï Tchernykh. Il présente une orbite caractérisée par un demi-grand axe de 2,87 UA, une excentricité de 0,04 et une inclinaison de 1,4° par rapport à l'écliptique.

## Compléments